# Campeonato Italiano de Futebol de 2017–18 – Segunda Divisão
O campeonato italiano da segunda divisão mais conhecido como Serie B 2017-2018 foi a 86ª edição dessa competição e teve início em 25 de agosto de 2017. O campeonato conta com uma fase regular onde todas as equipes se enfrentam em jogos de ida e volta e a equipe que marcar mais pontos é declarada campeã, e junto com o segundo colocado conquista o acesso direto a Serie A 2018-2019. As equipes classificadas entre a 3ª e a 8ª posição disputam uma série de play-offs com partidas de ida e volta para decidir quem fica com a 3ª vaga na Serie A.

## Participantes

### Número de equipes por estado
| Posição | Região         | Nº de equipes | Equipes                 |
| ------- | -------------- | ------------- | ----------------------- |
| 1       | Emília-Romanha | 3             | Carpi, Cesena e Parma   |
| 2       | Apúlia         | 2             | Bari e Foggia           |
| 2       | Campânia       | 2             | Avellino e Salernitana  |
| 2       | Ligúria        | 2             | Spezia e Virtus Entella |
| 2       | Lombardia      | 2             | Brescia e Cremonese     |
| 2       | Piemonte       | 2             | Novara e Pro Vercelli   |
| 2       | Úmbria         | 2             | Perugia e Ternana       |
| 2       | Vêneto         | 2             | Cittadella e Venezia    |
| 9       | Abruzos        | 1             | Pescara                 |
| 9       | Lázio          | 1             | Frosinone               |
| 9       | Marcas         | 1             | Ascoli                  |
| 9       | Sicília        | 1             | Palermo                 |
| 9       | Toscana        | 1             | Empoli                  |

### Informação dos clubes
| Equipe         | Cidade        | Estádio (mando)       | Capacidade | Material Esportivo | Em 2016-17            |
| -------------- | ------------- | --------------------- | ---------- | ------------------ | --------------------- |
| Ascoli         | Ascoli Piceno | Cino e Lillo Del Duca | 20.550     | Nike               | 16º                   |
| Avellino       | Avellino      | Paternio              | 23.308     | Givova             | 14º                   |
| Bari           | Bari          | San Nicola            | 58.270     | Zeus Sport         | 12º                   |
| Brescia        | Brescia       | Mario Rigamonti       | 22.944     | Acerbis            | 15º                   |
| Carpi          | Carpi         | Alberto Braglia       | 21.151     | Givova             | 7º                    |
| Cesena         | Cesena        | Dino Manuzzi          | 23.860     | Lotto              | 13º                   |
| Cittadella     | Cittadella    | Pier Cesare Tombolato | 7.623      | Boxeur Des Rues    | 6º                    |
| Cremonese      | Cremona       | Giovanni Zini         | 20.641     | Garman             | 1º (Lega Pro/Grupo A) |
| Empoli         | Empoli        | Carlo Castellani      | 16.284     | Joma               | 18º (Serie A)         |
| Foggia         | Foggia        | Pino Zaccheria        | 16.798     | Nike               | 1º (Lega Pro/Grupo C) |
| Frosinone      | Frosinone     | Comunale Matusa       | 9.680      | Legea              | 3º                    |
| Novara         | Novara        | Silvio Piola          | 17.875     | Joma               | 9º                    |
| Palermo        | Palermo       | Renzo Barbera         | 36.349     | Joma               | 19º (Serie A)         |
| Parma          | Parma         | Ennio Tardini         | 27.906     | Erreà              | 2º (Lega Pro/Grupo B) |
| Perugia        | Perugia       | Renato Curi           | 28.000     | iFORTinfissi       | 4º                    |
| Pescara        | Pescara       | Adriático             | 20.476     | Erreà              | 20° (Serie A)         |
| Pro Vercelli   | Vercelli      | Silvio Piola          | 4.215      | Erreà              | 16º                   |
| Salernitana    | Salerno       | Estádio Arechi        | 31.300     | Givova             | 11º                   |
| Spezia         | La Spezia     | Alberto Picco         | 10.336     | Acerbis            | 8º                    |
| Ternana        | Terni         | Libero Liberati       | 17.460     | Zeus Sport         | 18º                   |
| Venezia        | Veneza        | Pierluigi Penzo       | 7.450      | Nike               | 1º (Lega Pro/Grupo B) |
| Virtus Entella | Chiavari      | Stadio Comunale       | 5.535      | Acerbis            | 10º                   |

### Mudança de técnicos
| Clube          | Antecessor            | Motivo                  | Data da saída          | Pos           | Sucessor                     | Data da chegada        |
| -------------- | --------------------- | ----------------------- | ---------------------- | ------------- | ---------------------------- | ---------------------- |
| Ascoli         | Alfredo Aglietti      | Fim do contrato         | 01 de junho de 2017    | Pré-Temporada | Fulvio Fiorin & Enzo Maresca | 01 de junho de 2017    |
| Bari           | Stefano Colantuono    | Fim do contrato         | 13 de junho de 2017    | Pré-Temporada | Fabio Grosso                 | 13 de junho de 2017    |
| Brescia        | Luigi Cagni           | Fim do contrato         | 03 de junho de 2017    | Pré-Temporada | Roberto Boscaglia            | 03 de junho de 2017    |
| Carpi          | Fabrizio Castori      | Consenso mútuo          | 12 de junho de 2017    | Pré-Temporada | Antonio Calabro              | 14 de julho de 2017    |
| Frosinone      | Pasquale Marino       | Consenso mútuo          | 14 de junho de 2017    | Pré-Temporada | Moreno Longo                 | 14 de junho de 2017    |
| Novara         | Roberto Boscaglia     | Assinou com o Brescia   | 03 de junho de 2017    | Pré-Temporada | Eugenio Corini               | 14 de junho de 2017    |
| Pro Vercelli   | Moreno Longo          | Assinou com o Frosinone | 14 de junho de 2017    | Pré-Temporada | Gianluca Grassadonia         | 14 de junho de 2017    |
| Spezia         | Domenico Di Carlo     | Fim do contrato         | 14 de junho de 2017    | Pré-Temporada | Fabio Gallo                  | 14 de junho de 2017    |
| Perugia        | Cristian Bucchi       | Assinou com o Sassuolo  | 20 de junho de 2017    | Pré-Temporada | Federico Giunti              | 203 de junho de 2017   |
| Empoli         | Giovanni Martusciello | Consenso mútuo          | 20 de junho de 2017    | Pré-Temporada | Vincenzo Vivarini            | 21 de junho de 2017    |
| Palermo        | Diego Bortoluzzi      | Fim do contrato         | 21 de junho de 2017    | Pré-Temporada | Bruno Tedino                 | 22 de junho de 2017    |
| Ternana        | Fabio Liverani        | Fim do contrato         | 30 de junho de 2017    | Pré-Temporada | Sandro Pochesci              | 09 de julho de 2017    |
| Cesena         | Andrea Camplone       | Demitido                | 30 de setembro de 2017 | 22º           | Fabrizio Castori             | 01 de outubro de 2017  |
| Brescia        | Roberto Boscaglia     | Demitido                | 12 de outubro de 2017  | 15º           | Pasquale Marino              | 12 de outubro de 2017  |
| Perugia        | Federico Giunti       | Demitido                | 24 de outubro de 2017  | 15º           | Roberto Breda                | 26 de outubro de 2017  |
| Virtus Entella | Gianpaolo Castorina   | Demitido                | 05 de novembro de 2017 | 19º           | Alfredo Aglietti             | 06 de novembro de 2017 |
| Ascoli         | Fulvio Fiorin         | Demitido                | 07 de dezembro de 2017 | 22º           | Serse Cosmi                  | 07 de dezembro de 2017 |
| Salernitana    | Alberto Bollini       | Demitido                | 11 de dezembro de 2017 | 11º           | Stefano Colantuono           | 12 de dezembro de 2017 |
| Empoli         | Vincenzo Vivarini     | Demitido                | 16 de dezembro de 2017 | 5º            | Aurelio Andreazzoli          | 17 de dezembro de 2017 |
| Pro Vercelli   | Gianluca Grassadonia  | Demitido                | 16 de dezembro de 2017 | 20º           | Gianluca Atzori              | 17 de dezembro de 2017 |

## Classificação
Atualizado em 02 de junho de 2018
| Pos | Equipes        | Pts | J  | V  | E  | D  | GM | GS | SG  | Classificação ou rebaixamento                  |
| --- | -------------- | --- | -- | -- | -- | -- | -- | -- | --- | ---------------------------------------------- |
| 1   | Empoli         | 85  | 42 | 24 | 13 | 5  | 88 | 49 | +39 | Promoção para a Serie A 2018-2019              |
| 2   | Parma          | 72  | 42 | 21 | 9  | 12 | 57 | 37 | +20 | Promoção para a Serie A 2018-2019              |
| 3   | Frosinone      | 72  | 42 | 19 | 15 | 8  | 65 | 47 | +18 | Play-offs de Promoção para a Serie A 2018-2019 |
| 4   | Palermo        | 71  | 42 | 18 | 17 | 7  | 59 | 39 | +20 | Play-offs de Promoção para a Serie A 2018-2019 |
| 5   | Venezia        | 67  | 42 | 17 | 16 | 9  | 56 | 42 | +14 | Play-offs de Promoção para a Serie A 2018-2019 |
| 6   | Cittadella     | 66  | 42 | 18 | 12 | 12 | 61 | 48 | +13 | Play-offs de Promoção para a Serie A 2018-2019 |
| 7   | Bari           | 65  | 42 | 18 | 13 | 11 | 59 | 48 | +11 | Play-offs de Promoção para a Serie A 2018-2019 |
| 8   | Perugia        | 60  | 42 | 16 | 12 | 14 | 67 | 58 | +9  | Play-offs de Promoção para a Serie A 2018-2019 |
| 9   | Foggia         | 58  | 42 | 16 | 10 | 16 | 66 | 68 | -2  |                                                |
| 10  | Spezia         | 53  | 42 | 13 | 14 | 15 | 46 | 45 | +1  |                                                |
| 11  | Carpi          | 52  | 42 | 12 | 16 | 14 | 32 | 46 | -14 |                                                |
| 12  | Salernitana    | 51  | 42 | 11 | 18 | 13 | 51 | 58 | −7  |                                                |
| 13  | Cesena         | 50  | 42 | 11 | 17 | 14 | 55 | 61 | -6  |                                                |
| 14  | Cremonese      | 48  | 42 | 9  | 21 | 12 | 48 | 47 | +1  |                                                |
| 15  | Avellino       | 48  | 42 | 11 | 15 | 16 | 49 | 60 | −11 |                                                |
| 16  | Brescia        | 48  | 42 | 11 | 15 | 16 | 41 | 52 | -11 |                                                |
| 17  | Pescara        | 48  | 42 | 11 | 15 | 16 | 50 | 64 | −14 |                                                |
| 18  | Ascoli         | 46  | 42 | 11 | 13 | 18 | 40 | 60 | −20 | Play-off de Rebaixamento para a Lega Pro       |
| 19  | Virtus Entella | 44  | 42 | 10 | 14 | 18 | 41 | 54 | −13 | Play-off de Rebaixamento para a Lega Pro       |
| 20  | Novara         | 44  | 42 | 10 | 14 | 18 | 42 | 52 | −10 | Rebaixados para a Lega Pro                     |
| 21  | Pro Vercelli   | 40  | 42 | 9  | 13 | 20 | 47 | 70 | −23 | Rebaixados para a Lega Pro                     |
| 22  | Ternana        | 37  | 42 | 7  | 16 | 19 | 62 | 77 | −15 | Rebaixados para a Lega Pro                     |

## Play-off
O terceiro e ultimo lugar a ser promovido à Serie A será decidido através dos playoffs - estruturado por meio de rodadas de preliminares, semifinais e final. Disputam os playoffs as equipes que ficaram entre a terceira e a oitava posição na classificação: o sexto e sétimo disputam uma vaga, e o vencedor jogará contra o terceiro colocado; o quinto joga contra o oitavo, e o vencedor jogará contra o quarto colocado da classificação. Duas equipes classificam e finalmente disputam a promoção na final. Os jogos das semifinais e finais são realizadas em dois jogos, ida e volta, enquanto as rodadas preliminares são realizadas apenas em um jogo único no campo do melhor colocado na temporada regular. Mas caso, no final das 42 rodadas, o terceiro colocado tiver 9 ou mais pontos de vantagem sobre o quarto, não será necessária a realização de playoffs com o terceiro colocado sendo automaticamente classificado à Primeira Divisão.

### Rodada preliminar
| Equipe 1   | Resultado | Equipe 2 |
| ---------- | --------- | -------- |
| Venezia    | 3 - 0     | Perugia  |
| Cittadella | 2 - 2     | Bari     |

| 03 de junho de 2018 | Venezia                              | 3 – 0     | Perugia | Pierluigi Penzo, Veneza                        |
| 16:00               | Štulac 30' · Modolo 74' · Pinato 83' | Relatório |         | Público: 5 732 Árbitro: ITA Eugenio Abbattista |

| 03 de junho de 2018 | Cittadella                | 2 – 2     | Bari                  | Pier Cesare Tombolato, Cittadella           |
| 16:00               | Paolo Bartolomei 59', 69' | Relatório | Galano 51' · Nenê 87' | Público: 5 703 Árbitro: ITA Davide Ghersini |

### Semifinais
| Equipe 1   | Total | Equipe 2  | 1.º jogo | 2.º jogo |
| ---------- | ----- | --------- | -------- | -------- |
| Venezia    | 1 - 2 | Palermo   | 1 - 1    | 0 - 1    |
| Cittadella | 2 - 2 | Frosinone | 1 - 1    | 1 - 1    |

#### Partidas de ida
| 06 de junho de 2018 | Cittadella          | 1 – 1     | Frosinone    | Pier Cesare Tombolato, Cittadella           |
| 13:30               | Lucas Chiaretti 43' | Relatório | Paganini 17' | Público: 4 589 Árbitro: ITA Marco Piccinini |

| 06 de junho de 2018 | Venezia     | 1 – 1     | Palermo       | Pierluigi Penzo, Veneza                    |
| 16:00               | Marsura 57' | Relatório | La Gumina 53' | Público: 5 526 Árbitro: ITA Daniele Chiffi |

#### Partidas de volta
| 10 de junho de 2018 | Palermo           | 1 - 0     | Venezia | Renzo Barbera, Palermo                          |
| 13:30               | Domizzi 5' (g.c.) | Relatório |         | Público: 28 152 Árbitro: ITA Gianluca Aureliano |

| 10 de junho de 2018 | Frosinone | 1 – 1     | Cittadella | Benito Stirpe, Frosinone                 |
| 16:00               | Gori 47'  | Relatório | Kouamé 75' | Público: 12 234 Árbitro: ITA Luigi Nasca |

### Final
| Equipe 1 | Total | Equipe 2  | 1.º jogo | 2.º jogo |
| -------- | ----- | --------- | -------- | -------- |
| Palermo  | 2 - 3 | Frosinone | 2 - 1    | 0 - 2    |

#### Partida de ida
| 13 de junho de 2018 | Palermo                              | 2 – 1     | Frosinone | Renzo Barbera, Palermo                      |
| 15:30               | La Gumina 45' · Terranova 81' (g.c.) | Relatório | Ciano 5'  | Público: 29 050 Árbitro: ITA Daniele Chiffi |

#### Partida de volta
| 16 de junho de 2018 | Frosinone                 | 2 – 0     | Palermo | Benito Stirpe, Frosinone                       |
| 15:30               | Maiello 52' · Ciano 90+6' | Relatório |         | Público: 15 443 Árbitro: ITA Federico La Penna |

## Play-out
O play-off para descenso a Lega Pro é disputada entre os times que ficaram entre a posição 19ª e 18ª na classificação.
| Equipe 1       | Total | Equipe 2 | 1.º jogo | 2.º jogo |
| -------------- | ----- | -------- | -------- | -------- |
| Virtus Entella | 0 - 0 | Ascoli   | 0 - 0    | 0 - 0    |

#### Partida de ida
| 24 de maio de 2018 | Virtus Entella | 0 – 0     | Ascoli | Comunale Chiavari, Chiavari                   |
| 15:30              |                | Relatório |        | Público: 4 367 Árbitro: ITA Aleandro Di Paolo |

#### Partida de volta
| 31 de maio de 2018 | Ascoli | 0 – 0     | Virtus Entella | Cino e Lillo Del Duca, Ascoli Piceno     |
| 15:30              |        | Relatório |                | Público: 10 360 Árbitro: ITA Luigi Nasca |

## Artilharia
Atualizado em 16 de junho de 2018
| Pos. | Jogador            | Equipe    | Gols |
| ---- | ------------------ | --------- | ---- |
| 1    | Francesco Caputo   | Empoli    | 26   |
| 2    | Alfredo Donnarumma | Empoli    | 23   |
| 3    | Samuel Di Carmine  | Perugia   | 22   |
| 4    | Adriano Montalto   | Ternana   | 20   |
| 5    | Fabio Mazzeo       | Foggia    | 19   |
| 6    | Alberto Cerri      | Perugia   | 15   |
| 7    | Camillo Ciano      | Frosinone | 14   |
| 7    | Cristian Galano    | Bari      | 14   |
| 9    | Emanuele Calaiò    | Parma     | 13   |
| 9    | Andrea Caracciolo  | Brescia   | 13   |
| 9    | Luigi Castaldo     | Avellino  | 13   |
| 9    | Daniel Ciofani     | Frosinone | 13   |
| 9    | Ilija Nestorovski  | Palermo   | 13   |
| 9    | Stefano Pettinari  | Pescara   | 13   |